# Condado de Sevier (Arkansas)
El condado de Sevier (en inglés: Sevier County), fundado en 1828, es un condado del estado estadounidense de Arkansas. En el año 2000 tenía una población de 15 757 habitantes con una densidad poblacional de 10.79 personas por km². La sede del condado es De Queen.

## Geografía
Según la Oficina del Censo, el condado tiene un área total de 1505 km² (581,1 mi²), de la cual 1461 km² (564,1 mi²) es tierra y 45 km² (17,4 mi²) es agua.

### Condados adyacentes
- Condado de Polk (norte)
- Condado de Howard (este)
- Condado de Hempstead (sureste)
- Condado de Little River (sur)
- Condado de McCurtain, Oklahoma (oeste)

### Ciudades y pueblos
- Ben Lomond
- De Queen
- Gillham
- Horatio
- Lockesburg

## Mayores autopistas
- U.S. Highway 59
- U.S. Highway 70
- U.S. Highway 71
- U.S. Highway 371
- Carretera 24
- Carretera 27
- Carretera 41